# Luigi De Laurentiis
Luigi De Laurentiis (Torre Annunziata, 16 febbraio 1917 – Roma, 30 marzo 1992) è stato un produttore cinematografico italiano.

## Biografia
Dopo la laurea in legge, si dedicò al cinema relativamente tardi, a ventinove anni, quando nel 1946 aiutò il fratello minore Dino nella produzione di un capolavoro del nascente Neorealismo: Il bandito di Alberto Lattuada. Da allora, dopo una breve parentesi con i suoi conterranei Eduardo De Filippo e Totò, lavorò per vent'anni al fianco di Dino sino al trasferimento di quest'ultimo negli Stati Uniti; a partire dal 1975, con la creazione della Filmauro, mise al suo fianco il figlio Aurelio.
Fu anche direttore di produzione di Le notti di Cabiria di Federico Fellini (1957), vincitore nel 1958 dell'Oscar al miglior film straniero. Negli anni sessanta e settanta Luigi De Laurentiis insegnò Produzione cinematografica presso l'Istituto professionale di Stato per la cinematografia e la televisione, in seguito intitolato "Roberto Rossellini". Tra i suoi molti film prodotti figurano: Un borghese piccolo piccolo di Mario Monicelli (1977), Amici miei - Atto IIº di Mario Monicelli (1982), Vacanze di Natale di Carlo Vanzina (1983) e Donne con le gonne di Francesco Nuti (1991).

## Filmografia parziale
- Il paese dei campanelli, regia di Jean Boyer (1954)
- Una matta, matta, matta corsa in Russia, regia di Franco Prosperi, El'dar Rjazanov (1973)
- Paolo Barca, maestro elementare, praticamente nudista, regia di Flavio Mogherini (1975)
- Io ho paura, regia di Damiano Damiani (1977)
- Un borghese piccolo piccolo, regia di Mario Monicelli (1977)
- La mazzetta, regia di Sergio Corbucci (1978)
- Qua la mano, regia di Pasquale Festa Campanile (1980)
- Culo e camicia, regia di Pasquale Festa Campanile (1981)
- Nessuno è perfetto, regia di Pasquale Festa Campanile (1981)
- Camera d'albergo, regia di Mario Monicelli (1981)
- Amici miei - Atto IIº, regia di Mario Monicelli (1982)
- Testa o croce, regia di Nanni Loy (1982)
- Vacanze di Natale, regia di Carlo Vanzina (1983)
- Il petomane, regia di Pasquale Festa Campanile (1983)
- Bertoldo, Bertoldino e Cacasenno, regia di Mario Monicelli (1984)
- Amici miei - Atto IIIº, regia di Nanni Loy (1985)
- Maccheroni, regia di Ettore Scola (1985)
- Yuppies - I giovani di successo, regia di Carlo Vanzina (1986)
- Yuppies 2, regia di Enrico Oldoini (1986)
- Montecarlo Gran Casinò, regia di Carlo Vanzina (1987)
- Vacanze di Natale '90, regia di Enrico Oldoini (1990)
- Vacanze di Natale '91, regia di Enrico Oldoini (1991)
- Donne con le gonne, regia di Francesco Nuti (1991)
- Anni 90, regia di Enrico Oldoini (1992)
- Sognando la California, regia di Carlo Vanzina (1992)

## Pubblicazioni
- Tecnica della organizzazione della produzione, Ed. Istituto di Stato per la Cinematografia e la Televisione, Roma, 1970